# المسيحية في ساموا الأمريكية

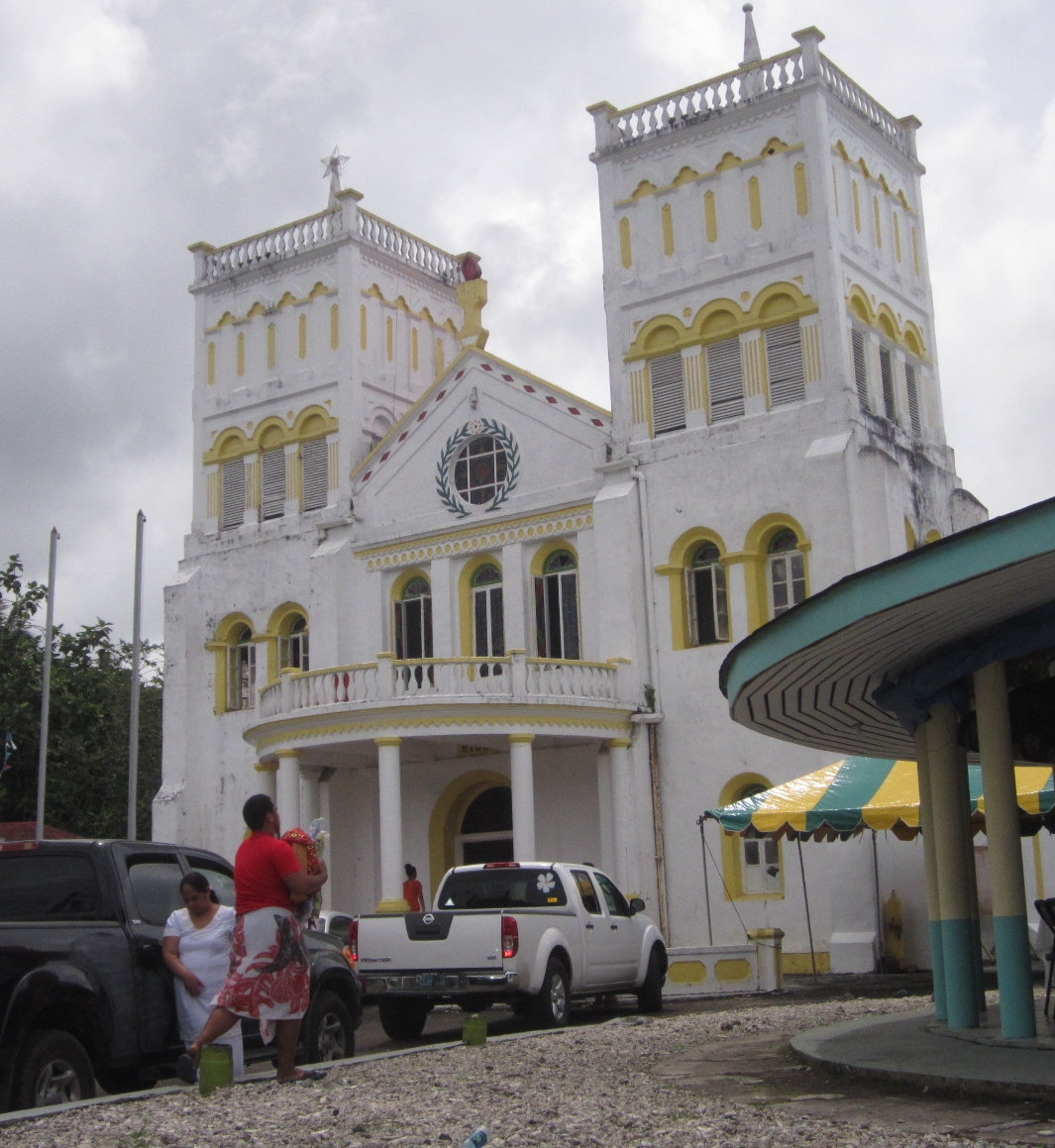
كنيسة أبرشانيَّة في ساموا الأمريكية.

المسيحية في ساموا الأمريكية هي الديانة السائدة والمهيمنة، حيث يعتنقها حوالي 98.3% من السكان. الطوائف المسيحية الرئيسية في ساموا الأمريكية هي كل من الكنيسة الأبرشانيَّة في ساموا الأمريكية، والكنيسة الرومانية الكاثوليكية، وكنيسة يسوع المسيح لقديسي الأيام الأخيرة والكنيسة الميثودية. وتُمثل هذه الكنائس غالبية سكان الجزيرة. ويدعي الباحث جوردون إلتون في كتابه أن وجود الميثوديين والأبرشانيين في البلاد يعود من خلال جمعية لندن التبشيرية، والرومان الكاثوليك قادوا أولى البعثات المسيحية إلى الجزر. ووصلت الطوائف المسيحية الأخرى في وقت لاحق، بدءاً من عام 1895 مع قدوم السبتيين، ومختلف الطوائف الخمسينية، وشهود يهوه والمورمون. وفقاً لبي بي سي يُعتبر مجتمع ساموا «محافظ للغاية ومسيحي متدين» ويرتبط بشدة حول الأسرة الممتدة، والتي يرأسها رئيس منتخب يدير الشؤون الاجتماعية والاقتصادية والسياسية للعائلة، والكنيسة، والتي هي محور الحياة الترفيهية والاجتماعية. وتم تكييف الثفافة المحليَّة بشكل جيد مع التعاليم المسيحية.

## الطوائف المسيحية
يظهر كتاب حقائق العالم في عام 2010 أن حوالي 98.3% من سكان ساموا الأمريكية من المسيحيين، وتظهر تقديرات قاعدة البيانات المسيحية العالمية في عام 2010 أن حوالي 98.3% من السكان من أتباع الديانة المسيحية. ووفقاً لمركز بيو للأبحاث، فإن 98.3% من إجمالي السكان من المسيحيين. بين المسيحيين حوالي 59.5% هم من البروتستانت، وحوالي 19.7% هم من أتباع الكنيسة الرومانية الكاثوليكية وحوالي 19.2% من أتباع الطوائف المسيحية الآخرى.

### البروتستانتية

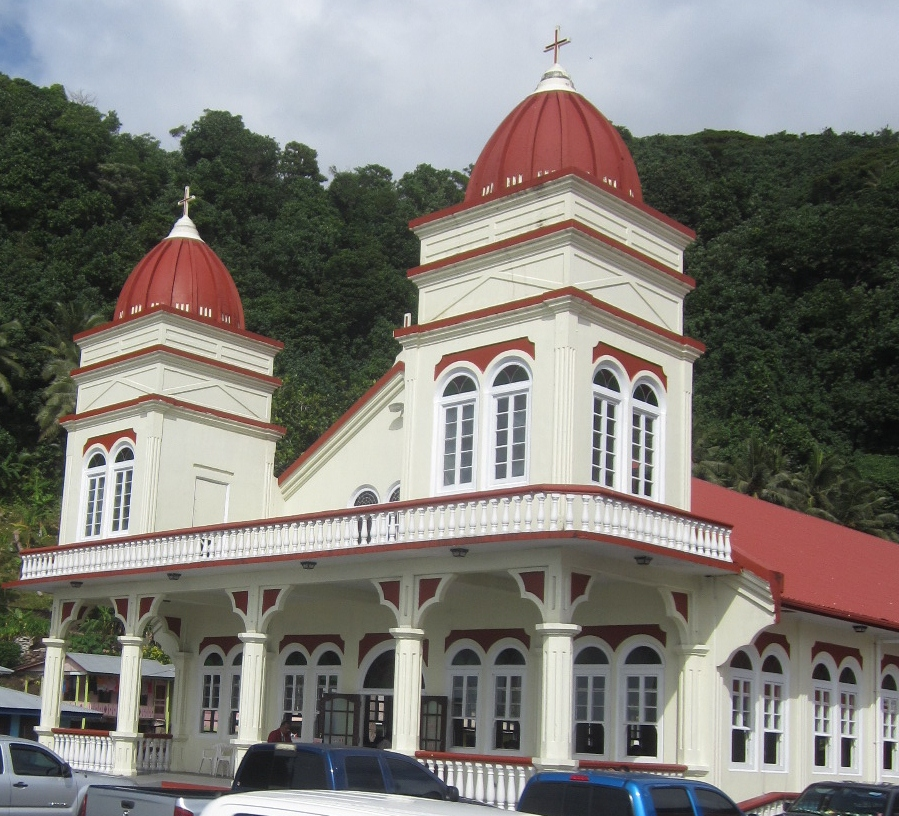
كنيسة في ساموا الأمريكية.

وفقاً لمركز بيو للأبحاث، فإن 59.5% من إجمالي السكان من أتباع الكنائس البروتستانية، تشكل الكنيسة الأبرشانيَّة في ساموا الأمريكية جزءًا كبيرًا من السكان البروتستانت المحليين، وهي كنيسة بروتستانتية تتبع التقاليد الإصلاحية. وتأسست الكنيسة الأبرشانية من قبل المبشرين لجمعية لندن التبشيرية في عقد 1830. وفي عام 1950 أصبحت الجزر منطقة مدنية أمريكية معتمدة. مما مهد الطريق إلى الدمج التدريجي للكنيسة الأبرشانية في ساموا الأمريكية مع الكنائس الأبرشانية في الولايات المتحدة الأمريكية. وفي وقت لاحق عندما تم تشكيل كنيسة المسيح المتحدة، ودعم مجلس الكنيسة الموحدة البعثات الأجنبية للكنائس في ساموا الأمريكية. في عام 1980 تأسست رسمياً الكنيسة الأبرشانيَّة في ساموا الأمريكية. وتضم الكنيسة شبكة من الكليات والمدارس المسيحية. ويصل تعداد أتباع الكنيسة إلى حوالي 90,000 يجتمعون في 120 تجمع، ويتعبدون في اللغة الإنجليزية واللغة الساموية.
وفقاً لبي بي سي يُعتبر مجتمع ساموا «محافظ للغاية ومسيحي متدين» ويرتبط بشدة حول الأسرة الممتدة، والتي يرأسها رئيس منتخب يدير الشؤون الاجتماعية والاقتصادية والسياسية للعائلة، والكنيسة، والتي هي محور الحياة الترفيهية والاجتماعية. وتم تكييف الثفافة المحليَّة بشكل جيد مع التعاليم المسيحية. المسيحيون في ساموا الأمريكية، يختنون ذكورهم في الغالب رغم أن شريعة الختان قد أسقطت في العهد الجديد أي أن مختلف الكنائس لا تلزم أتباعها بها، حيث أنَّ الغالبية من مسيحيين ساموا الأمريكية الذكور مختونين.

### الكاثوليكية

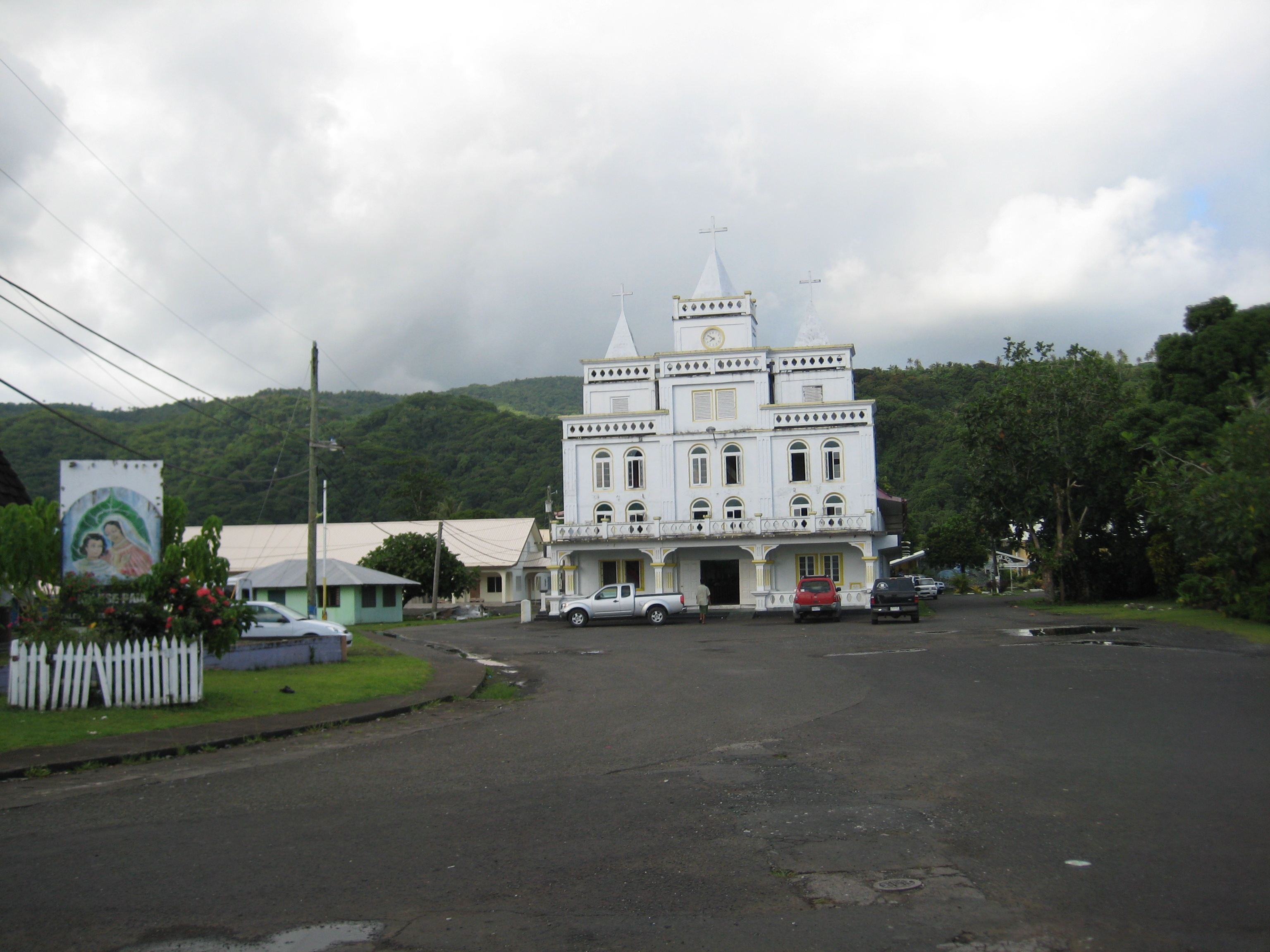
كنيسة القلب الأقدس الكاثوليكية في جزيرة توتويلا.

الكنيسة الكاثوليكية في ساموا الأمريكية هي جزء من الكنيسة الكاثوليكية العالمية في ظل القيادة الروحية للبابا في روما، وتخدم الأبرشية الرومانية الكاثوليكية في باغو باغو المجتمع الكاثوليكي المحلي، ويقع مقر الأبرشية في العاصمة باغو باغو، ويقع مقر الأبرشية في كاتدرائية العائلة المقدسة في مدينة تافونا. ووفقًا لتقديرات مركز بيو للأبحاث عام 2010 يشكل الكاثوليك حوالي 19.7% من مجمل السكان. تم إنشاء اقتراح شعار الأبرشية من قبل ماريك سوبولا، وهو متخصص في شعارات النبالة من سلوفاكيا. ألوان شعار النبالة الجديد مستمدة من الألوان الوطنية لساموا الأمريكية. تطورت ثقافة ساموا على مدى 3,500 عام وصمدت إلى حد كبير أمام التفاعل مع الثقافات الأوروبية، ولقد تم تكييفها بشكل جيد مع تعاليم المسيحية.

### طوائف مسيحية أخرى
وفقًا لتقديرات مركز بيو للأبحاث عام 2010 يُشكل أتباع الطوائف المسيحية الأخرى حوالي 19.1% من مجمل السكان. ويُشكل أتباع كنيسة يسوع المسيح لقديسي الأيام الأخيرة وشهود يهوه غالبية هذه الفئة. واعتبارًا من أغسطس عام 2017، تقول كنيسة يسوع المسيح لقديسي الأيام الأخيرة أنها تضم في عضويتها حوالي 16,180 شخص، مع 41 تجمع، وأربعة مراكز تاريخ عائلي في ساموا الأمريكية.